# Crinia insignifera
Crinia insignifera es una especie  de anfibios de la familia Myobatrachidae.

## Distribución geográfica
Se encuentra en Australia.